# Puiseux-Pontoise
Puiseux-Pontoise är en kommun i departementet Val-d'Oise i regionen Île-de-France i norra Frankrike. Kommunen ligger i kantonen Cergy-Nord som tillhör arrondissementet Pontoise. År 2022 hade Puiseux-Pontoise 593 invånare.

## Befolkningsutveckling
Antalet invånare i kommunen Puiseux-Pontoise
| Referens: INSEE |